# Mouterhouse
Mouterhouse è un comune francese di 297 abitanti situato nel dipartimento della Mosella nella regione del Grand Est.

## Società

### Evoluzione demografica
Abitanti censiti